# Andrea Pisanu
Andrea Pisanu (ur. 7 stycznia 1982 w Cagliari) – włoski piłkarz występujący najczęściej na pozycji lewego pomocnika.

## Kariera klubowa
Andrea Pisanu zawodową karierę rozpoczął w Cagliari Calcio. W Serie A zadebiutował w wieku 16 lat, 20 września 1998 w przegranym 0:1 meczu przeciwko Juventusowi. W barwach Cagliari podczas sezonu 1998/1999 rozegrał łącznie 2 spotkania, po czym latem 1999 został wypożyczony do Sieny. W ekipie "Bianconerich" Pisanu wystąpił w 11 pojedynkach Serie C1. Następnie włoski pomocnik powrócił do Cagliari, jednak w trakcie rozgrywek 2000/2001 nie zanotował w Serie B żadnego występu.
W 2001 Pisanu został sprzedany do pierwszoligowego Hellasu Werona. W pierwszych 2 sezonach gry dla tego zespołu włoski piłkarz nie rozegrał ani jednego spotkania. Ligowy debiut w barwach Hellasu zanotował dopiero w sezonie 2002/2003, kiedy to drużyna z Werony grała już w drugiej lidze. W zimowym okienku transferowym w 2004 Pisanu na zasadzie wypożyczenia do końca sezonu przeniósł się do Varese.
Po zakończeniu rozgrywek Pisanu podpisał kontrakt z Parmą. W pierwszym sezonie spędzonym na Stadio Ennio Tardini rozegrał w lidze 17 meczów, natomiast w Pucharze UEFA w 10 pojedynkach strzelił 3 gole. W rozgrywkach 2005/2006 Pisanu na boiskach Serie A pojawił się tylko 8 razy, jednak w kolejnych sezonach grywał już znacznie częściej. W sezonie 2007/2008 wziął udział w 26 ligowych pojedynkach i strzelił 4 bramki, jednak razem ze swoją drużyną spadł do drugiej ligi.
30 stycznia 2010 Włoch odszedł do Bologny. W odwrotnym kierunku powędrował natomiast Francesco Valiani. W sezonie 2011/2012 był wypożyczony do AC Prato. Z kolei w 2013 roku wypożyczono go do Montreal Impact. W 2014 najpierw był wypożyczony do Prato, a następnie do klubu Sliema Wanderers.

## Kariera reprezentacyjna
Pisanu ma za sobą występy w młodzieżowych reprezentacjach Włoch. Grał w drużynach do lat 16, 17 i 18, dla których rozegrał łącznie 25 meczów i zdobył 15 goli.